# Liste de ponts de l'Ain

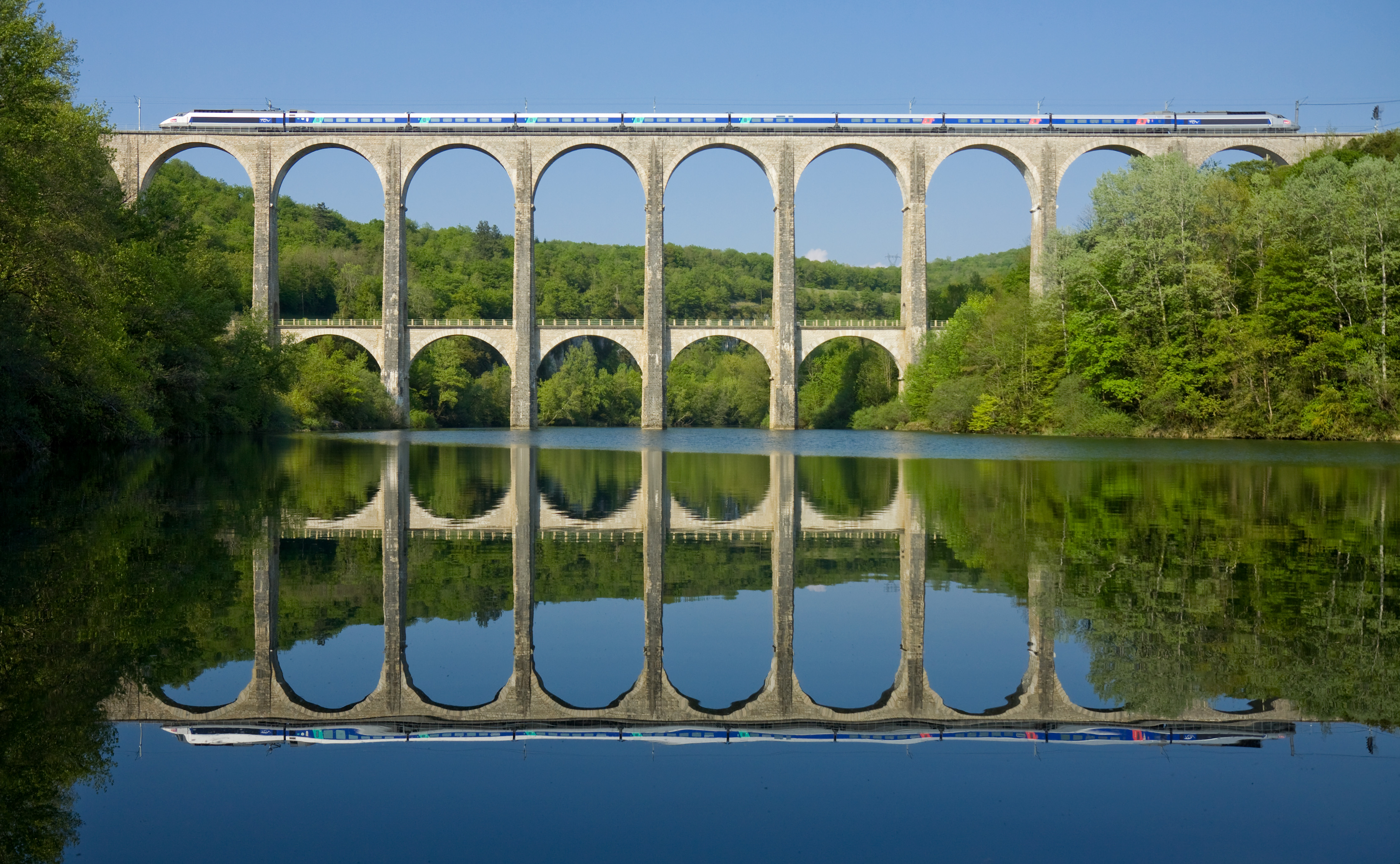
Le viaduc de Cize-Bolozon sur la ligne du Haut-Bugey

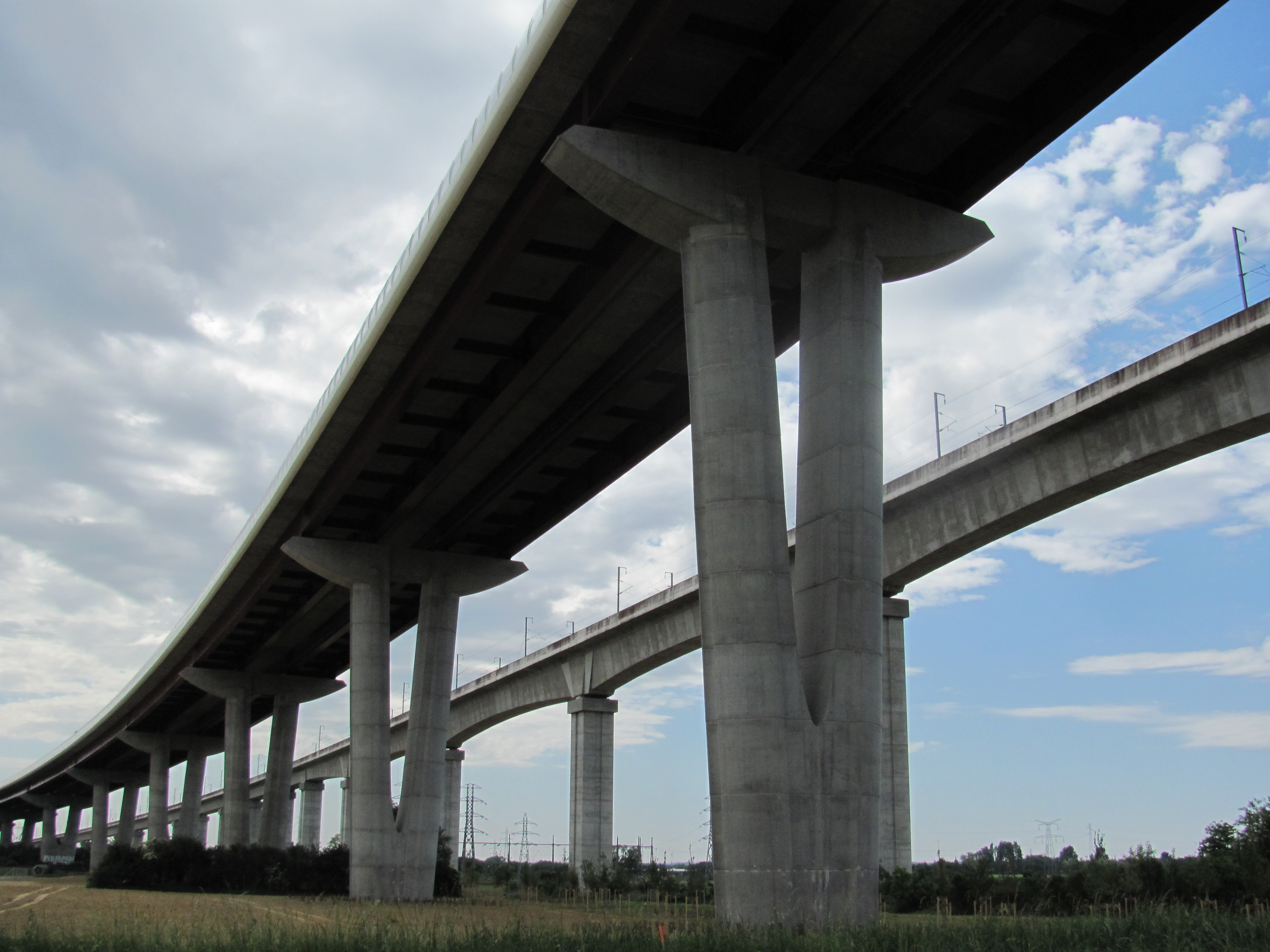
Au second plan à droite, le Viaduc ferroviaire de la Côtière, l'un des ponts les plus longs de France.
Au premier plan, le viaduc autoroutier de la Côtière.

Cet article recense de manière non exhaustive, les ponts de l'Ain, c'est-à-dire les ponts situés dans le département de l'Ain. D'après le magazine départemental Ici c'est l'Ain, il y a 1 261 ponts dans l'Ain en mars 2020.

## Les ponts les plus longs du département
| lien | Nom de l'ouvrage                   | Longueur (mètre) | Portée ppale (mètre) | Voie portée     | Type                                                       | Terminé en | Lieu                           |
| ---- | ---------------------------------- | ---------------- | -------------------- | --------------- | ---------------------------------------------------------- | ---------- | ------------------------------ |
|      | Viaduc ferroviaire de La Côtière   | 1725             | 88                   | LGV Rhône-Alpes | Pont en poutre-caisson, hauteur variable                   | 1991       | Beynost et La Boisse           |
|      | Viaduc de Sylans                   | 1266             |                      | Autoroute A40   | Pont poutre treillis précontrainte extérieure              | 1998       | Charix et Le Poizat-Lalleyriat |
|      | Viaduc autoroutier de la Côtière   | 1210             |                      | Autoroute A432  | Pont en poutre                                             | 2010       | Beynost et La Boisse           |
|      | Viaduc de Miribel                  | 535              |                      | LGV Rhône-Alpes | Pont en poutre                                             | 1993       | Niévroz                        |
|      | Viaduc de Miribel-Jonage           | 530              |                      | Autoroute A432  | Pont en poutre                                             | 2011       | Niévroz                        |
|      | Viaduc de Bellegarde-sur-Valserine | 1055             | 130                  | Autoroute A40   | Pont à poutres cantilever hauteur variable, poutre-caisson | 1982       | Bellegarde-sur-Valserine       |
|      | Viaduc de Nantua                   | 1003             | 124                  | Autoroute A40   | Pont à poutres cantilever hauteur variable, poutre-caisson | 1996       | Nantua                         |
|      | Viaduc des Neyrolles               | 782              |                      | Autoroute A40   | Pont en poutre-caisson                                     | 1985       | Les Neyrolles                  |
| 7    | Viaduc de Poncin                   | 566              | 155                  | Autoroute A40   | Pont en poutre-caisson, précontrainte extérieure           | 1986       | Près de Poncin                 |
|      | Viaduc de Charix                   | 542              | 64,2                 | Autoroute A40   | Pont en poutre                                             | 1988       | Charix                         |
|      | Viaduc Hélène-et-Victor-Basch      | 395              |                      | Autoroute A46   | Pont en poutre                                             |            | Neyron                         |

## Ponts autoroutiers

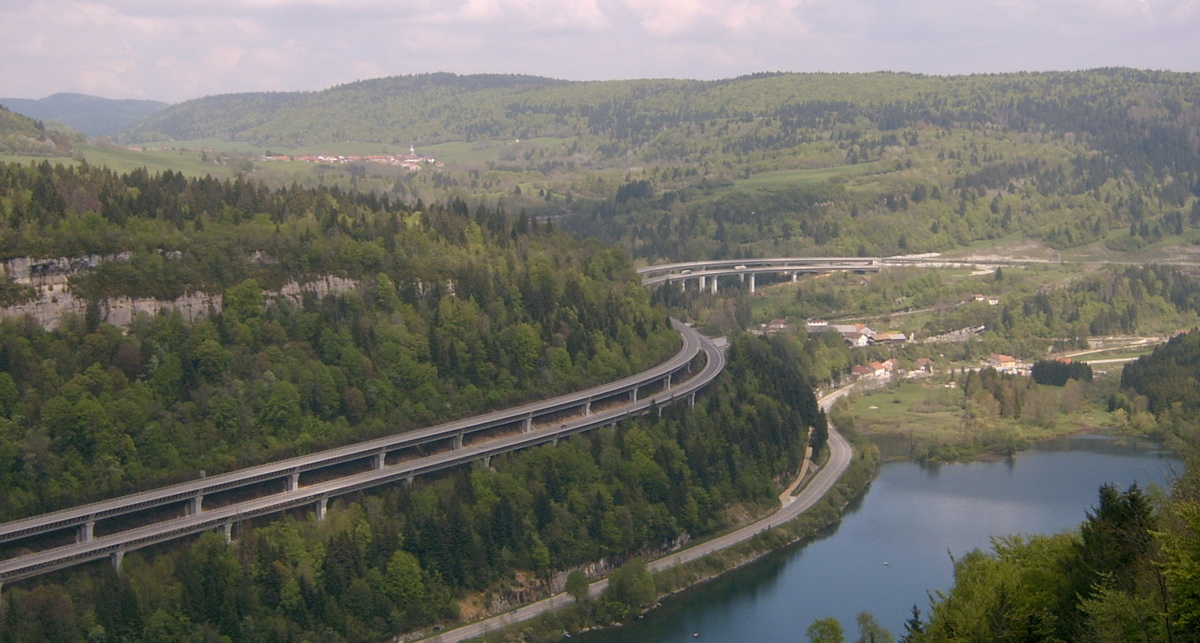
Vue du viaduc de Sylans

### A40
- Viaduc de Bellegarde-sur-Valserine.
- Viaduc de Charix.
- Viaduc de Châtillon.
- Viaduc des Glacières.
- Viaduc de Frébuge.
- Viaduc de Lalleyriat.
- Viaduc de Nantua.
- Viaduc des Neyrolles.
- Viaduc de Poncin.
- Viaduc de Sylans.
- Viaduc du Tacon.

### A46
- Viaduc Hélène-et-Victor-Basch à Neyron.

### A406
- Viaduc de la Saône à Grièges.

### A432
- Viaduc de Miribel-Jonage de Niévroz à Jons.
- Viaduc de la Côtière à La Boisse et à Beynost.

## Ponts ferroviaires

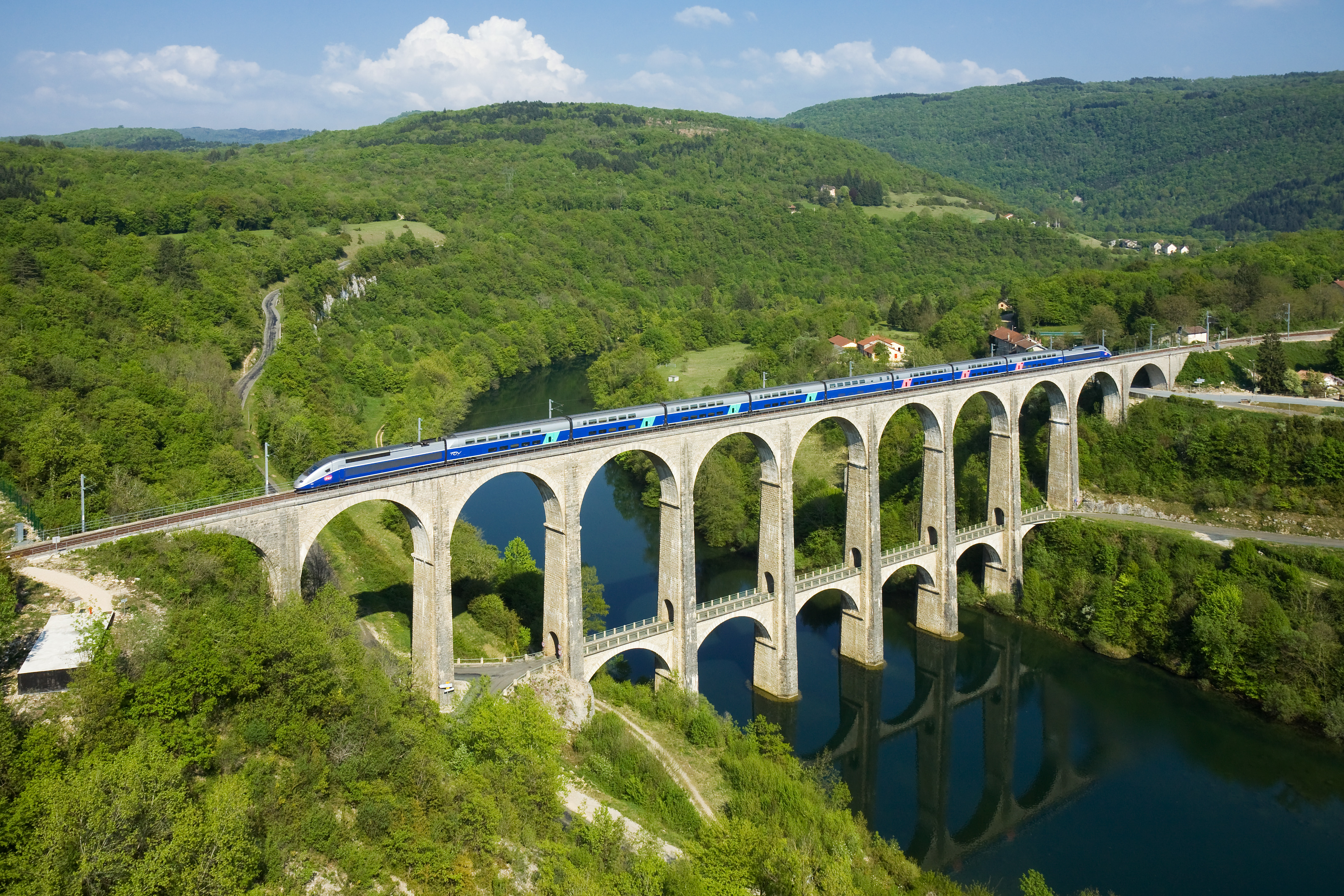
Vue du viaduc de Cize-Bolozon

- Le viaduc de Cize-Bolozon sur la ligne du Haut-Bugey.
- Le viaduc ferroviaire de la Côtière sur la LGV Rhône-Alpes, l'un des ponts les plus longs de France.
- Le viaduc de Miribel sur la LGV Rhône-Alpes, de Niévroz à Jons.
- Le viaduc de Longeray sur la ligne de Longeray-Léaz au Bouveret.
- Le viaduc de la Valserine.
- Le viaduc de Culoz de la ligne de Culoz à Modane (frontière).

## Franchissements de cours d'eau
Un certain nombre de ponts de l'Ain ont pour fonction principale le franchissement d'un cours d'eau. À noter, que le viaduc ferroviaire de la Côtière et le viaduc autoroutier de la Côtière participent, entre autres fonctions, au franchissement de la Sereine.

### Franchissements de l'Ain
- Le pont de Blyes.
- Le pont de Chazey.
- Le viaduc de Cize-Bolozon.

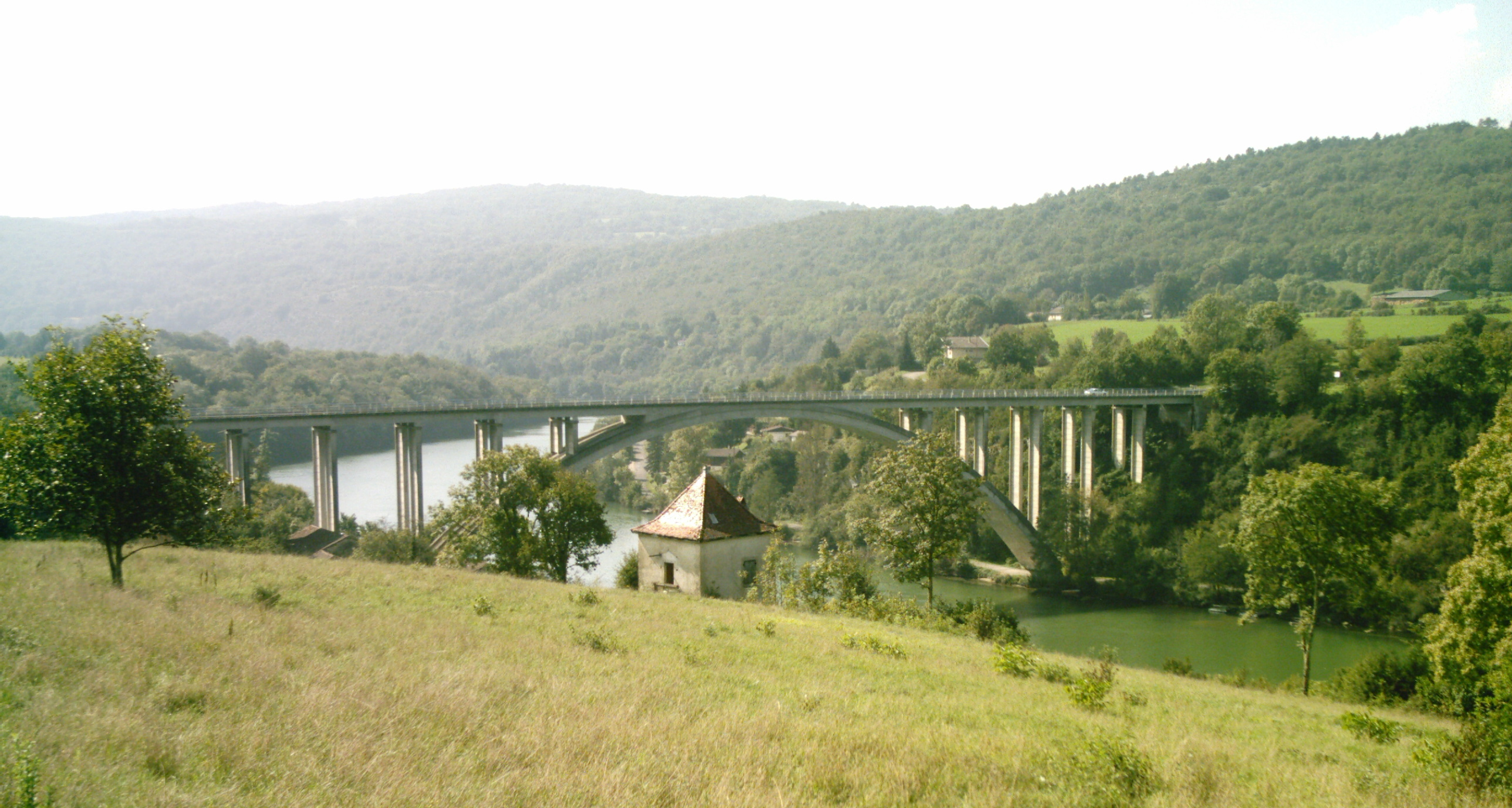
Le pont de Serrières-sur-Ain.

- Le pont de Neuville-sur-Ain datant des années 1770.
- Le pont de Port-Galland à Saint-Maurice-de-Gourdans.
- Le pont de Priay.
- Le pont de Serrières-sur-Ain.

### Franchissements de l’Allondon
- Le pont du Moulin Fabry.

### Franchissements duRhône

#### Ain/Savoie
- Le pont de La Loi.

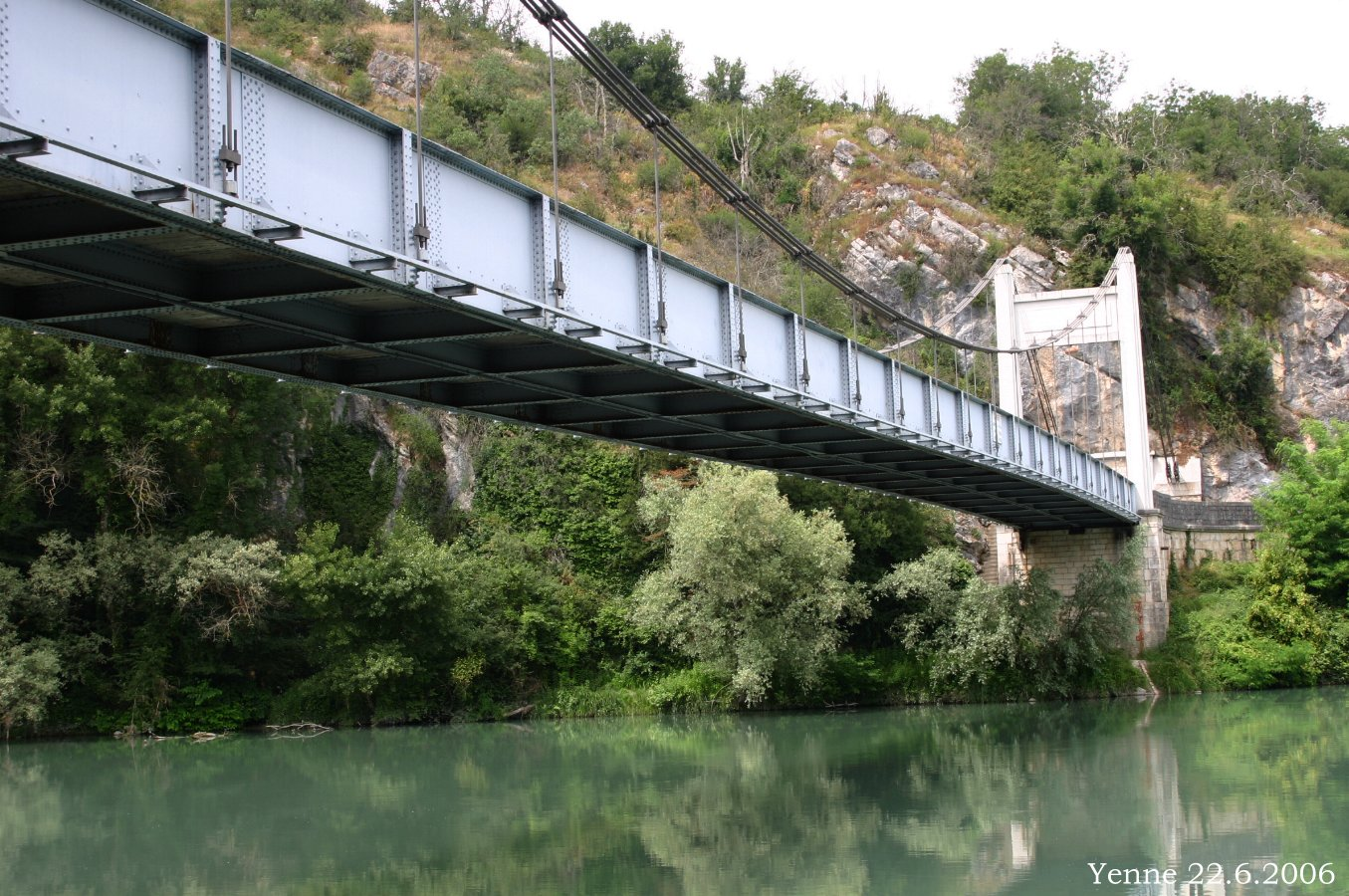
Le pont suspendu de Yenne (Ain / Savoie).

- Le viaduc de Culoz (pont ferroviaire).
- Le pont de Lucey.
- Le pont suspendu de Yenne.
- le pont de La Balme.

#### Ain/Haute-Savoie
- Le pont Carnot.
- Le viaduc de Longeray.
- Le pont de Grésin.
- Le pont de Savoie.

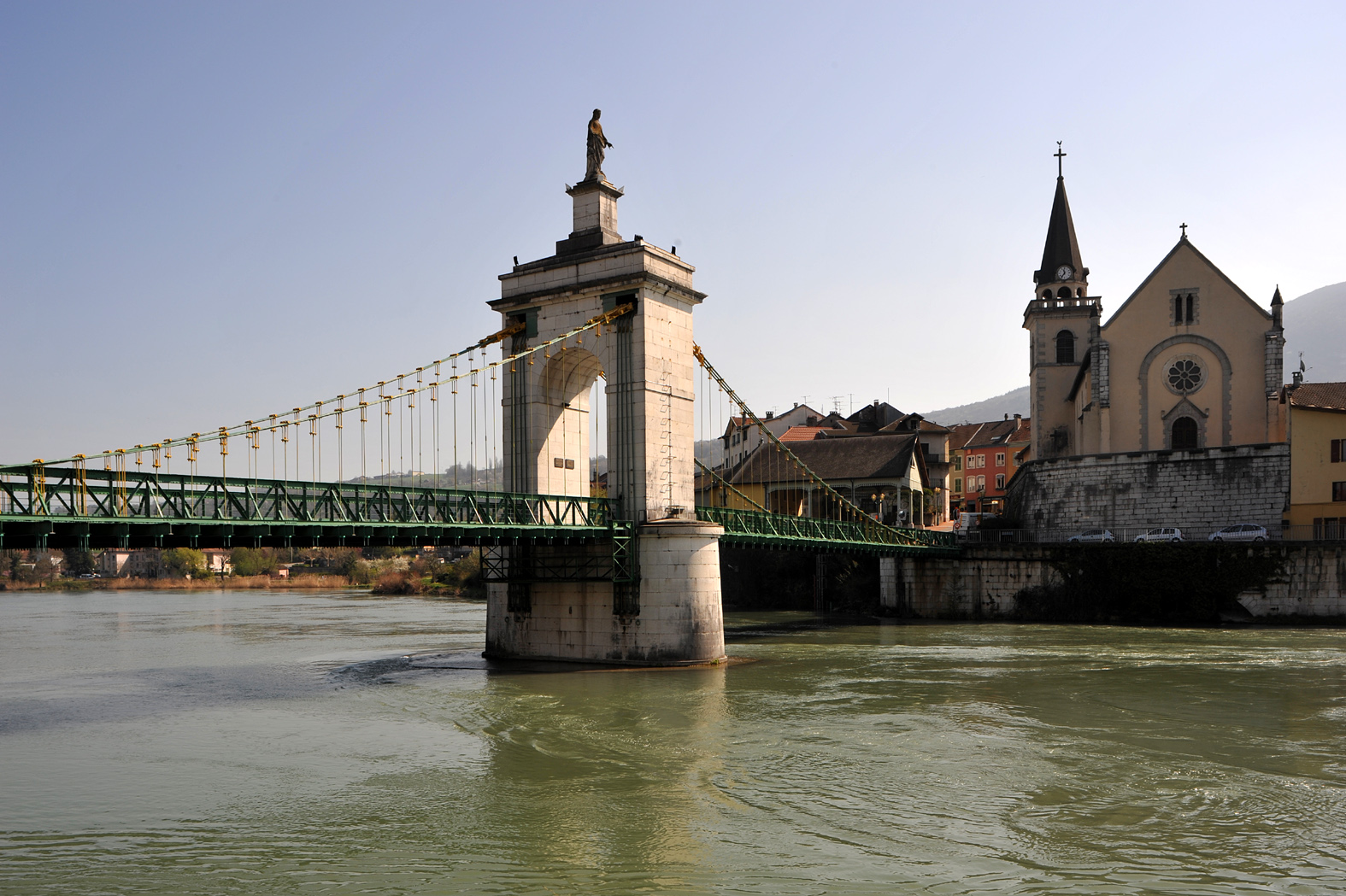
Le pont de la Vierge noire (Ain / Haute-Savoie).

- Le viaduc autoroutier de Bellegarde-sur-Valserine.
- Le pont de Pyrimont de Surjoux qui a remplacé le pont de Pyrimont à Chanay détruit en 1940.
- Le pont de la Vierge noire.
- Le pont de Seyssel.

#### Ain/Isère

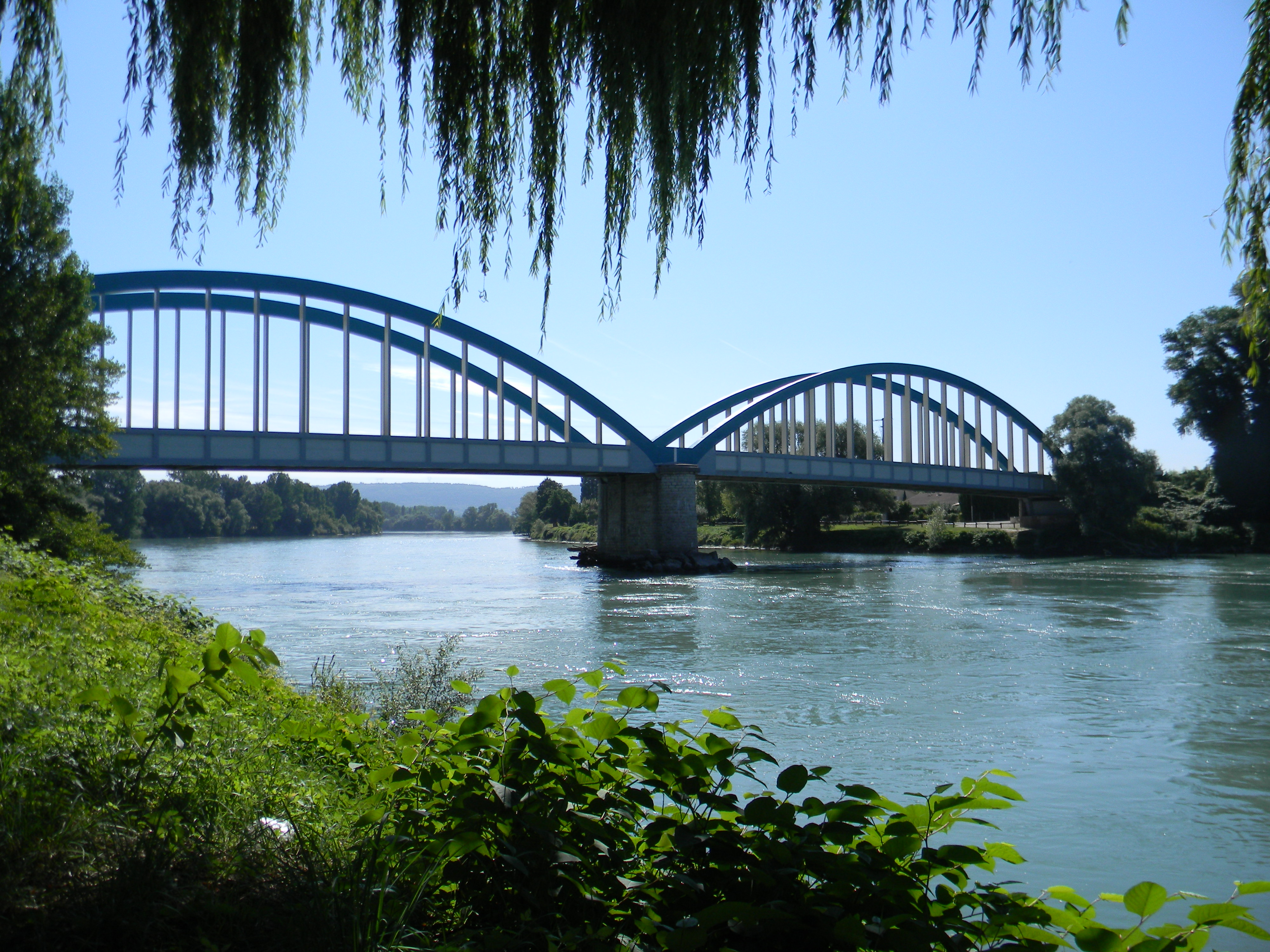
Le pont de Loyettes (Ain / Isère).

- Le pont de Cordon à Brégnier-Cordon.
- Le pont d'Évieu.
- Le pont de Groslée.
- Le pont de Briord, entre Briord et Bouvesse-Quirieu.
- Le pont de Sault-Brénaz.
- Le Pont de Lagnieu, entre Saint-Sorlin-en-Bugey et Vertrieu.
- Le pont de Loyettes.

#### Ain/Rhône
- Le pont de Jons.

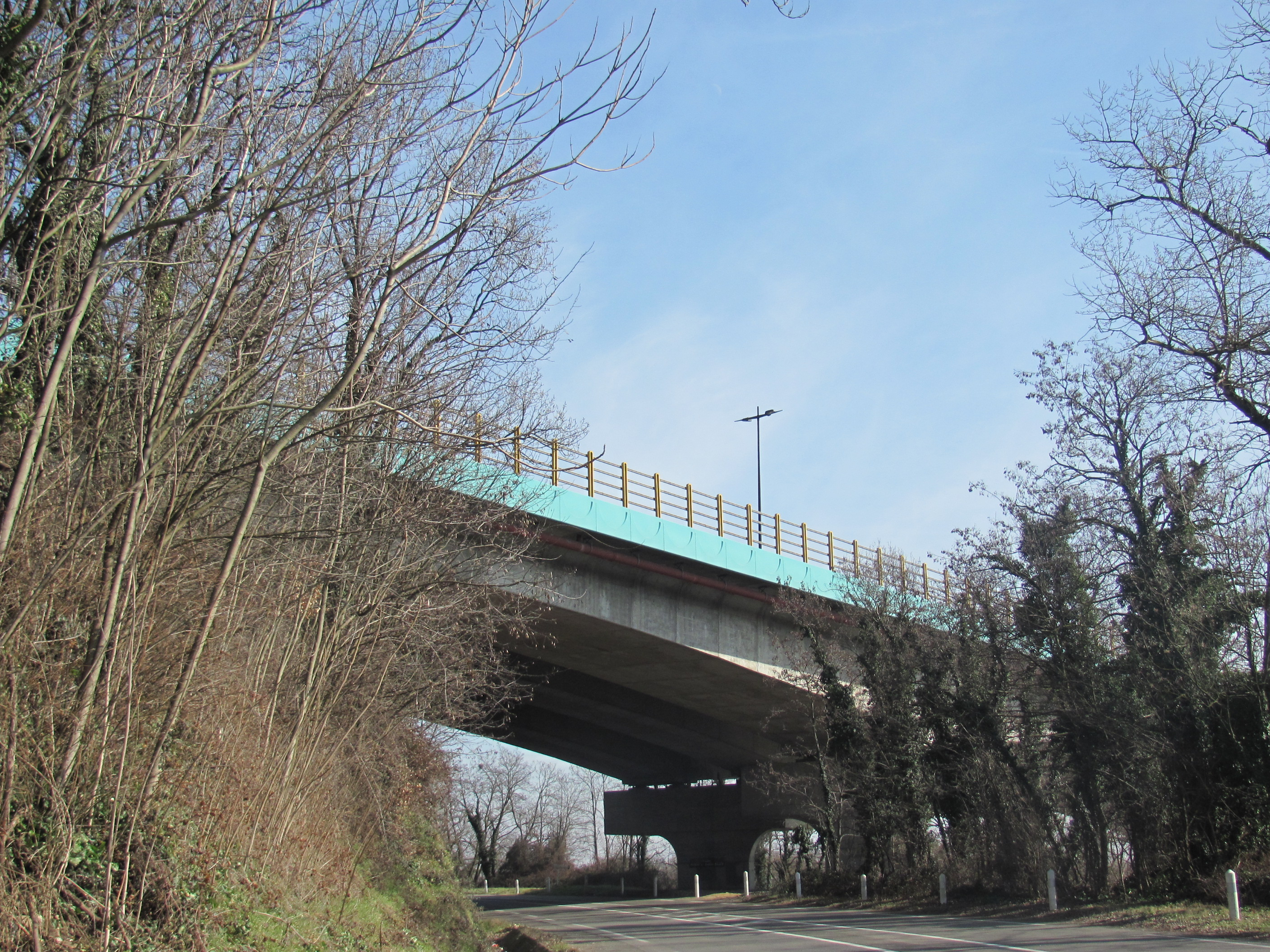
Le viaduc Hélène-et-Victor-Basch (jusqu'à 1991, viaduc de Sermenaz).

- Le viaduc autoroutier à Jons de l'A432, de Niévroz à Jons, qui franchit les canaux de Miribel et de Jonage.
- Le viaduc LGV à Jons, de Niévroz à Jons, qui franchit les canaux de Miribel et de Jonage.
- Le viaduc Hélène-et-Victor-Basch à Neyron.

#### Ain/Canton de Genève
- Le pont de Chancy (transfrontalier).

#### Autres ponts sur le Rhône
- Le pont de Miribel qui franchit le canal de Miribel.
- Le pont du Lit au Roi, qui franchit le canal de dérivation de Belley, à proximité du lac du Lit au Roi.
- Viaduc de Miribel-Jonage sur le canal de Miribel et le canal de Jonage.
- Viaduc de Miribel sur le canal de Miribel et le canal de Jonage.

### Franchissements de laSaône

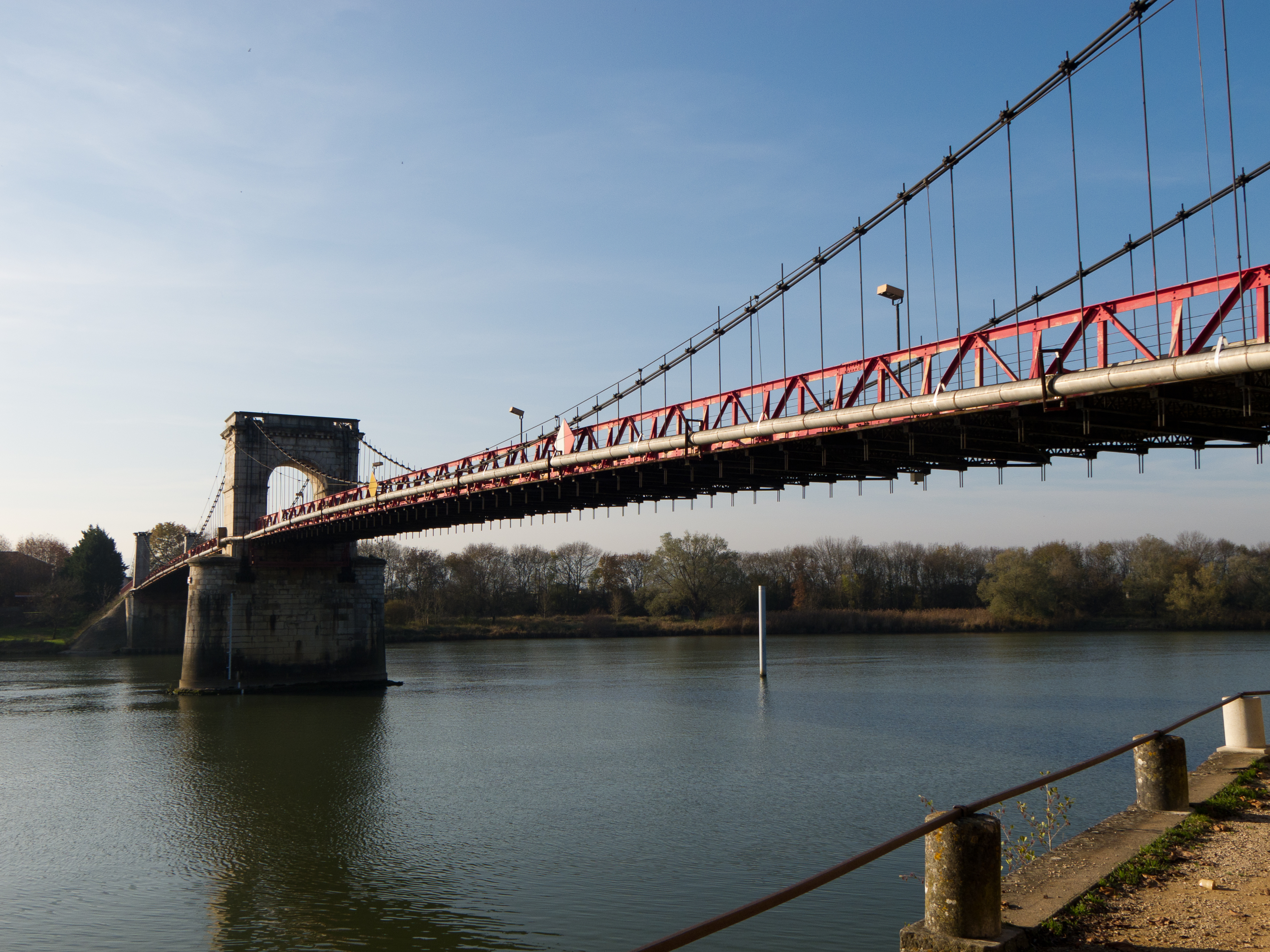
Le pont suspendu de Beauregard.

#### Ain/Saône-et-Loire
- Le pont reliant Uchizy à Arbigny sur la route D163 traverse la Saône[2].
- Le pont de Fleurville permet de traverser la Saône de Pont-de-Vaux à Fleurville sur la RD 433a.
  - Destiné à être remplacé par le Pont Jacques-Chirac.
- Le pont nord permet de traverser la Saône entre Sancé et Feillens sur l'autoroute A40.
- Le pont Saint-Laurent permet de traverser la Saône sur la RD 1079, au niveau de Mâcon.
- Le Pont François-Mitterrand de Mâcon.
- Le viaduc ferroviaire de la ligne Mâcon - Ambérieu
- Le viaduc de la Saône long de 450m qui est sur l'autoroute A 406.
- Le viaduc de la LGV Sud-Est
- Le pont d'Arciat permet de franchir la Saône à Cormoranche-sur-Saône.
- Le pont de Saint-Romain reliant Saint-Symphorien-d'Ancelles à Saint-Didier-sur-Chalaronne

#### Ain/Rhône
- Le pont suspendu de Beauregard entre Villefranche-sur-Saône et Beauregard.
- Le pont de Frans entre Villefranche-sur-Saône et Jassans-Riottier.
- La passerelle de Trévoux entre Quincieux et Trévoux.

### Franchissements de laValserine

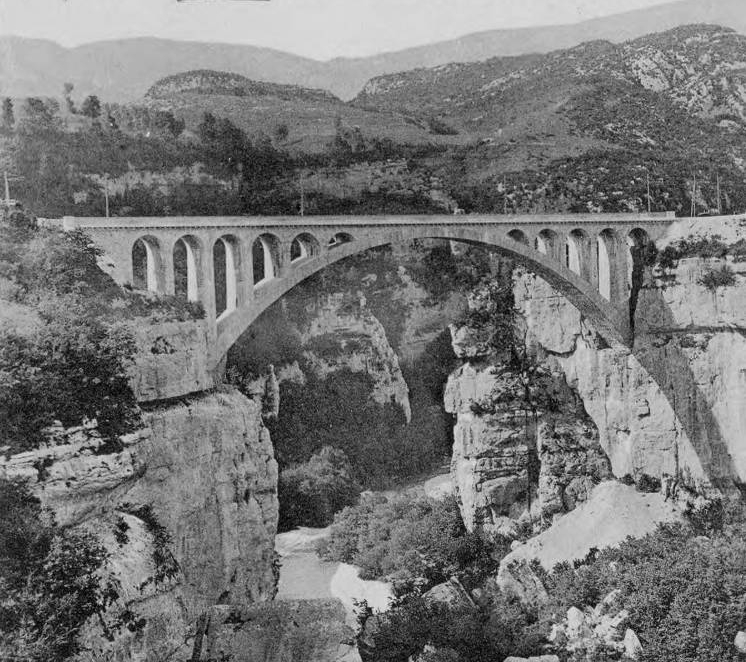
Le pont des Pierres en 1910

- Le pont Charlemagne permet de franchir la Valserine à Mijoux (RD 436).
- Le pont des Pierres, pont routier (RD 14a).
- Le viaduc de la Valserine (pont ferroviaire).
- Le viaduc de Bellegarde-sur-Valserine, pont ferroviaire des tramways de l'Ain, Il est également appelé Pont du tram[3] (qui constitue l'appellation locale) ou encore pont de la Valserine. Ce pont a été transformé en pont routier.

### Franchissement de laVersoix
- Le pont de Grilly franchit la Versoix à Grilly (transfrontalier).

## Ponts présentant un intérêt architectural ou historique

### Ponts inscrits ou classés aux monuments historiques

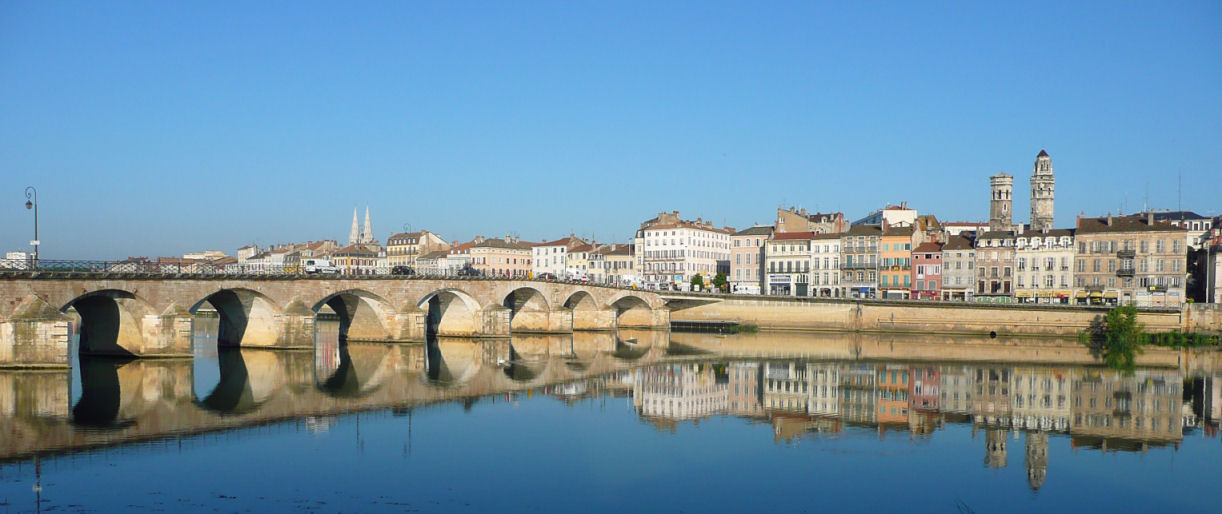
Le pont Saint-Laurent à Saint-Laurent-sur-Saône.

Le pont Saint-Laurent à Saint-Laurent-sur-Saône, datant du XIe siècle au XIXe siècle fait l’objet d’un classement au titre des monuments historiques depuis le 6 juillet 1987.